# آرتیفکت پرده‌کرکره‌ای

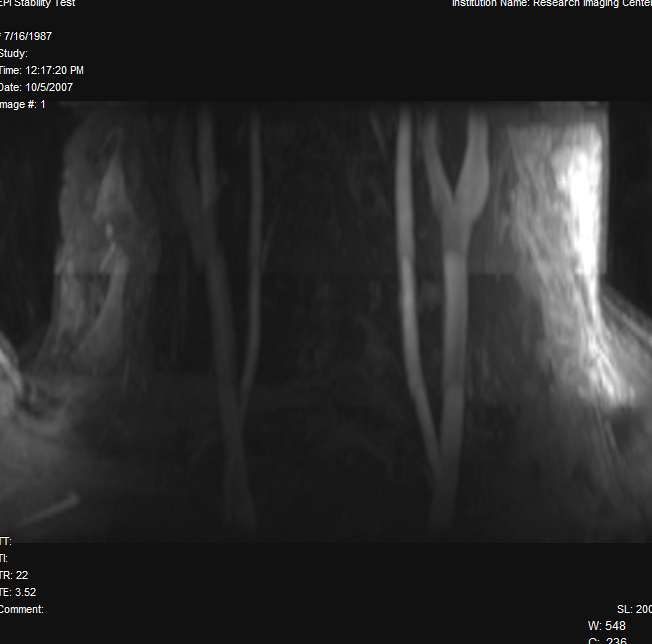
یک تصویر افکنش شدت بیشینه از شریان کاروتید توسط ام آر آی در ۳ تسلا. آرتیفکت پرده کرکره‌ای (خطهای افقی در این تصویر) نمایان است.

آرتیفکت پرده کرکره‌ای (Venetian Blind Artefact) نوعی آرتیفکت در ام آر آی است. این آرتیفکت را بویژه در تشدید مغناطیسی آنژیوگرافی و در افکنش شدت بیشینه می‌توان دید.
این آرتیفکت ویژهٔ دنباله پالسی از نوع MOTSA است که برای کاهش اثرات اشباعی (Saturation effects) بکار می‌رود.
این آرتیفکت غالباً با خطوط افقی در تصویر قابل تشخیص است.